# شارلوت كانينغ، كونتيسة كانينغ
كانت كونتيسة كانينغ شارلوت كانينغ والمولودة باسم ستيوارت (31 مارس عام 1817 - 18 نوفمبر عام 1861) سيدة أرستقراطية وفنانة بريطانية، وأول نائب للملك في الهند. كانت واحدة من أكثر فنانات الهند غزارةً في الإنتاج - إذ تضم مجموعتان فنيتان في متحف فيكتوريا وألبرت ما يقرب من 350 لوحة مائية من رسمها، وتلك نتيجة أربع جولات كبرى جالت فيها البلاد. كان زوجها تشارلز كانينغ، والذي شغل منصب الحاكم العام للهند خلال الفترة الممتدة من عام 1856 حتى عام 1858، ومن ثم شغل بعدها منصب نائب الملك في الهند حتى عام 1862.
ولدت وترعرعت في مدينة باريس، وذلك على خلفية كونها الابنة البكر للسفير البريطاني في فرنسا. انتقلت مع عائلتها إلى إنجلترا في عام 1831، وتزوجت كانينغ بعد أربع سنوات. خدمت كانينغ كسيدة حجرة النوم الخاصة بالملكة فيكتوريا خلال الفترة الممتدة من عام 1842 حتى عام 1855. وكانت من بين الأشخاص المفضلين لدى الملكة. انتقلت إلى مدينة كلكتا على إثر تعيين زوجها في عام 1856، وأضحت بعد عامين من ذلك أول امرأة تتولى منصب نائب الملك في الهند حين أضحت البلاد واقعة تحت سيادة التاج البريطاني.
جمعت السيدة كانينغ الأزهار والنباتات بصفتها فنانة وعالمة نبات خلال رحلاتها المتعاقبة في جميع أنحاء الهند، وذلك في الوقت الذي رسمت فيه المناظر الطبيعية من حولها. أصابها المرض قبل فترة وجيزة من عودتها المقررة إلى إنجلترا، وتوفيت جراء إصابتها بالملاريا في مدينة كلكتا. أُشيع نبأ وفاتها على نطاق واسع في إنجلترا حيث ضرب بها المثل كرمز للفضيلة الأنثوية خلال العصر الفيكتوري. سمي الليديكيني -وهو أحد أصناف الحلوى الهندية- تيمنًا بها.

## النشأة والزواج
ولدت شارلوت ستيوارت في السفارة البريطانية بباريس في يوم 31 مارس عام 1817. كان والدها السفير البريطاني السير تشارلز ستيوارت (والذي عرف لاحقًا بلقب بارون ستيوارت دي روثساي)، وهو أحد أحفاد إيرل بيوت الثالث، في حين كانت والدتها السيدة إليزابيث يورك، وهي سليلة فيليب يورك إيرل هاردويك الثالث.
كانت جدتها وهي كونتيسة هاردويك حاضرة أثناء ولادة شارلوت؛ إذ لاحظت في رسالة أن «هيئة السيدة اليافعة كانت من الوهلة الأولى مشابهة لوالدها بصورة ملفتة حتى أنها جعلتنا نضحك جميعًا». سميت شارلوت على اسم عرابتها ألا وهي الملكة شارلوت. انضمت شقيقتها الصغرى لويزا آن (التي أصبحت في ما بعد مركيزة ووترفورد) إلى شارلوت بعد عام من ذلك. اعتبِرت الاثنتان من حسنات المظهر، وذلك رغم أن ملامح والديهما اتسمت بالاعتيادية.
مكثت شارلوت مع عائلتها في مدينة باريس، وهو ما أكسبها القدرة على تحدث اللغة الفرنسية بطلاقة. وظلوا كذلك حتى استوفى والدها مهمته كسفير في عام 1831. عادوا بعدها إلى لندن، وعاشوا في منزل مبني حديثًا في شارع كارلتون هاوس تيراس. دخلت شارلوت المجتمع من أوسع أبوابه بعد ثلاثة أعوام من عودتها إلى لندن في عام 1834. واجتمعت بعد ذلك بفترة وجيزة بالسيد الشريف تشارلز كانينغ، وهو النجل الوحيد الباقي لرئيس الوزراء السابق جورج كانينغ. تقدم الشاب كانينغ للزواج من شارلوت التي قابلت طلبه بالقبول، غير أن والدها رفض السماح بالزواج نظرًا للخلافات السياسية التي شابت علاقته بجورج كانينغ. بيد أنه وافق في نهاية المطاف على السماح بعقد الزواج تحت الضغوط العائلية التي واجهها.
تزوجت شارلوت من تشارلز كانينغ في كنيسة القديس مارتن إن ذا فيلدز بلندن في يوم 5 سبتمبر عام 1835. انتُخب الأخير عضوًا في البرلمان البريطاني في العام التالي. خلف والدته حاملًا للقب فيكونت كانينغ بعدما ورثه منها، وبذلك أضحت شارلوت فيكونتة كانينغ في عام 1837. رقّي تشارلز في سجل النبالة ليمنح لقب إيرل كانينغ، وأصبحت شارلوت كونتيسة كانينغ في عام 1859.